# Rudka (powiat konecki)
Rudka – wieś w Polsce położona w województwie świętokrzyskim, w powiecie koneckim, w gminie Fałków.
Sołectwo dla tej wsi znajduje się we wsi Sułków.
W latach 1975–1998 miejscowość należała administracyjnie do województwa piotrkowskiego.
Przez miejscowość przepływa niewielka rzeka Barbarka dopływ Czarnej.
Wierni Kościoła rzymskokatolickiego należą do parafii Świętej Trójcy w Fałkowie.

## Historia
Rudka – dawna miejscowość przemysłowa, wchodząca w skład Staropolskiego Zagłębia Przemysłowego.
Miejscowość ta w latach 30 XIX w. podobnie jak Fałków wchodziła w skład majątku Józefa Jakubowskiego. Znajdowały się tu zakłady fryszerskie. Miejscowa fabryka łącznie z fryszerkami w Kołońcu, Franciszku i Starzechowicach przekuwała rocznie 260 ton żelaza. Surówki dostarczały wielkie piece w Kołońcu i Pląskowicach.
Okres świetności fałkowskich zakładów przypadł na lata 1836–1846. Wtedy to wartość roczna produkcji wynosiła około 50 000 rubli.